# فالديكوكسيب
مثل روفيكوكسيب ،فالديكوكسيب هو دواء من مضادات الالتهاب الاستيرويدية من عائلة الكوكسيبس يستعمل عادة في علاج الأعراض الروماتيزمية ( فصال والتهابات المفاصل الروماتيزمية). صنع من قبل الشركة الدولية فايزر. لكنه قد تم منع تداوله بعد أن ثبتت أن لديه أعراضاً جانبية خطيرة.